# Історія Туркменістану
Історія Туркменістану

## Давні часи

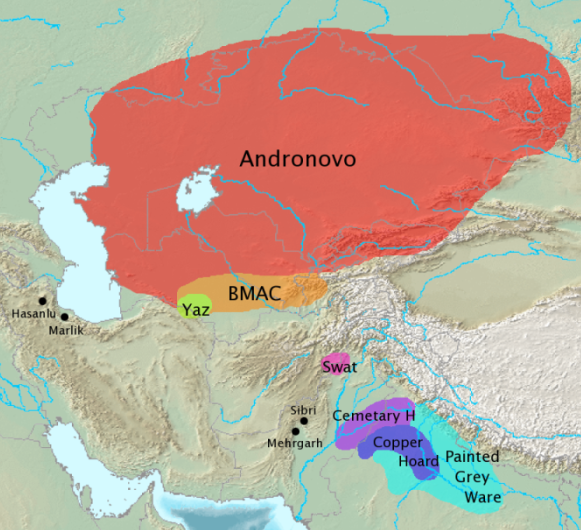
Археологічні культури індоіранських народів

На території Туркменістану було знайдено безліч кам'яних знарядь, що належать до різних етапів палеоліту. До неоліту відносяться залишки поселень мисливців і рибалок: найвідоміші з них — грот Джебел у східному Прикаспії.
Південна область Туркменістану була північно-східною окраїною давніх хліборобських культур Близького Сходу, і тут раніше, ніж в інших частинах Середньої Азії, виникло хліборобство і скотарство. Знайдене поблизу Ашгабата поселення Джейтун — найдавніше хліборобське поселення (VI тис. до н.е.) на території колишнього СРСР. Хліборобство виникло на основі природного зрошення: поля зволожувалися розливами гірських струмків.
Стародавні землероби передгірних рівнин південного Туркменістану осідали в будинках, побудованих з глиняних валиків — попередників цегли-сирцю, виробляли серпи з вкладишами з кремнію, зернотертки, ліпний керамічний посуд, прикрашений червоним розписом. У неоліті в цій зоні з'являються перші іригаційні канали. Розвиток хліборобства відбувався також в епоху бронзи. До того часу відноситься безліч пам'яток — великих поселень (Намазга-тепе, Алтин-тепе, Кара-тепе тощо), частина яких належить до протоміського типу. Під час їх розкопок серед інших матеріалів були виявлені також предмети мистецтва — статуетки, керамічні посудини з розписом тощо.
Наприкінці VI - початку V тисячоліття до нашої ери джейтунську культуру змінила культура Аннау, носії якої представляли нову хвилю вихідців з Ірану, які вже освоїли мідноливарну справу. Синхронно з культурою Ганна в V тисячолітті до н. е. зароджується поселення Намазга-Тепе, на основі якого формується Маргіанська цивілізація, що входить в коло дравідійських культур Середнього Сходу (Хараппська цивілізація, Елам).
У II тисячолітті до н. е. територію Туркменістану заселяють арійські племена андронівської культури, причому першою хвилею завойовників вважаються носії дардських мов. Дослідники припускають, що в IX-VII століттях до н. е. тут (а також на суміжній території північного Афганістану) склався описаний в Авесті протоіранскій союз Арьйошаяна, який був частково розгромлений, частково відтіснений на південь турано-массагетськими кочівниками.

## Античність

Парфянське царство у період найбільшого розквіту, близько 60 до н. е.

Хліборобські оази південного Туркменістану VII-VI ст. до н.е. перебували у складі різних держав: Маргіана (басейн Мургаба) — у складі Бактрії; південно-західні області Парфії і Гірканії — у складі Мідії. У VI-IV ст. до н.е. Туркменістан входив до держави Ахеменідів, а після цього у володіння Александра Македонського і його наступників — Селевкидів. Етнічний склад древнього населення Туркменістану був неоднорідним. У степах і пустелях кочували скотарі — дахи і массагети (західні групи саків — іраномовних племен, що займали у ті часи величезні території Середньої Азії і Казахстану).
Першою державою, центр якої знаходився на території Туркменістану, була Парфія зі столицею в місті Ніса. Іншим важливим центром країни в той час став Мерв. Ядро Парфянської держави склали сакські плем'я, які кочували на території Туркменії. Скориставшись ослабленням держави Селевкідів, вони спочатку підкорили своєму впливу суміжні території Гірканії і Хорасану, а потім і всю Персію, Месопотамію, Вірменію і Бактрію.

## Середньовіччя

### Туркменістан у VII - XIV століттях

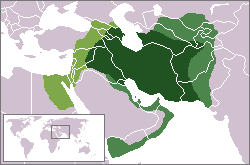
Територія Туркменістану в складі держави Сасанідів. Раннє Середньовіччя

В III ст. територія Туркменістану була захоплена Сасанідами. В цей же час серед частини кочовиків Туркменістану розпочалися процеси асиміляції союзом племен сюнну, попередників гунів. Згодом країна була завойована кочовим іраномовним союзом племен на чолі з ефталітами, після розгрому яких, Сасаніди знову повернули втрачений вплив. Однак біля північних кордонів іраномовної Туркменії утворився Тюркський каганат. В VIII століття араби розгромили державу Сасанідів і принесли на територію Туркменістану іслам. В 776 - 783 рр. населення брало участь в антиарабських повстаннях під керівництвом хурраміта Хашима ібн Хакіма.
Першу спробу створення тюркської держави на території Туркменістану зробив Алп-Тегін, який в X столітті заснував недовговічну державу Газневидів. Формування туркменського народу пов'язано з міграцією огузьких племен під проводом Тогрул-бека з династії Сельджукидів, який заснував власну державу в 1037 році.
До XI століття сельджуки встановили контроль над територією Туркменії, крім того низка військових перемог дозволила створити їм велику державу. В 1055 сельджуки взяли Багдад. Проте центром могутньої імперії сельджуків продовжувала залишатися територія Туркменії. В результаті походів сельджуків окремі групи туркменів розселилися на території Близького Сходу. Вони не склали там більшості (туркомани), але створили там ряд державних утворень (Кара-Коюнлу).
Туркменами приблизно у IX-XI ст. почала називатися та частина степового тюркомовного населення, яка осіла вздовж кордонів хліборобських районів і своєю культурою була тісно пов'язана з іраномовним населенням Хорезму і Хорасану.

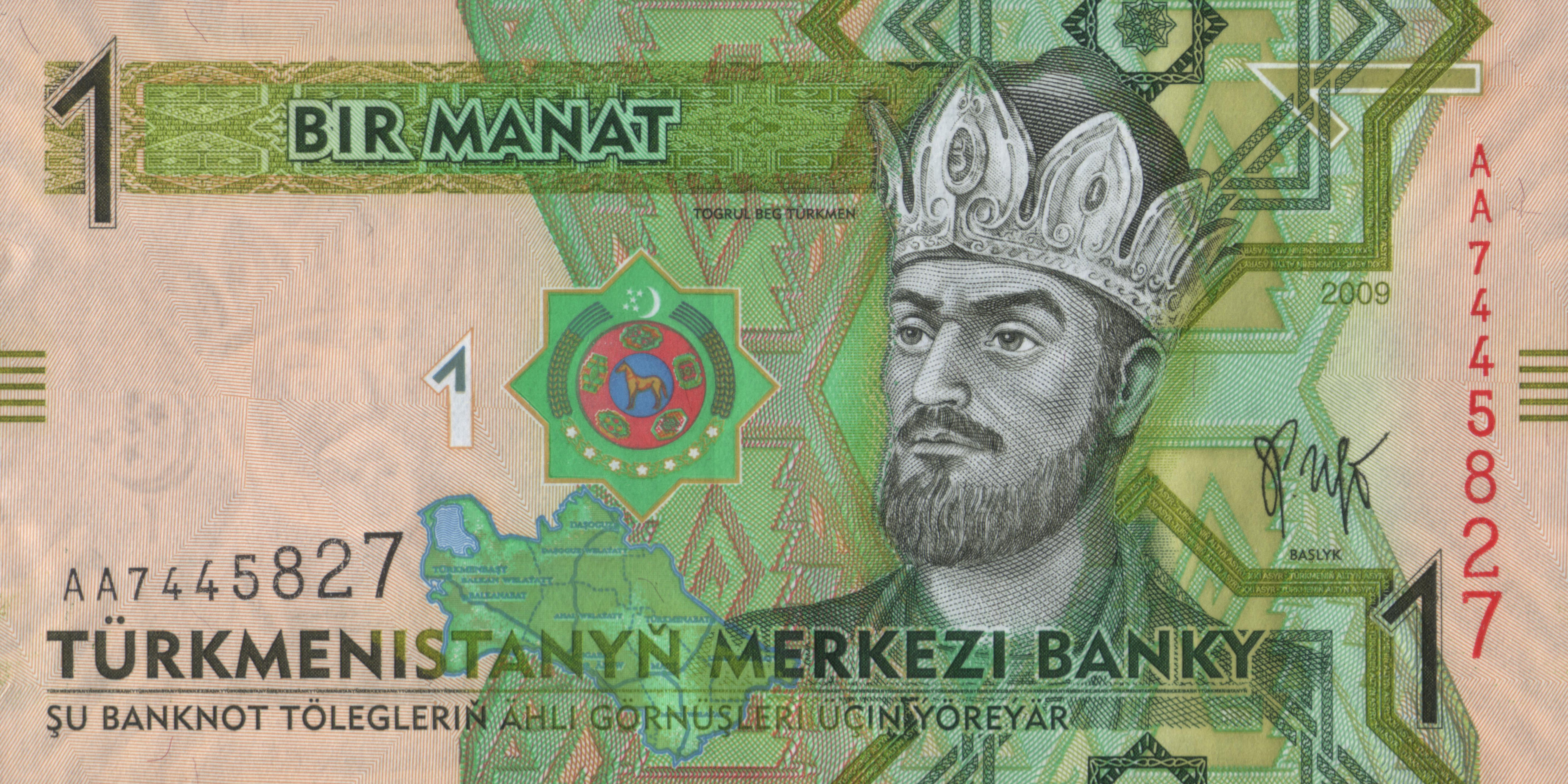
Портрет Тогрул-бека на туркменській банкноті 1 манат

У XII столітті туркмени, які проживали на території Туркменії, потрапили під владу хорезмшахів: в 1141 році Ала ад-Дін Атсиз розграбував Мерв, а в 1193 Ала ад-Дін Текеш остаточно приєднав землі Туркменістану до Хорезму. На той час у туркменів, які переселилися на захід, виникло власне державне об'єднання Конійський султанат, територія якого стала ядром формування турецького народу.
На початку 1219 територія Туркменії, підпорядкована Хорезму, зазнала нищівної монгольської навали. Міста Мерв і Ургенч була перетворені на руїни. Територія Туркменії надовго перетворюється в периферію сусідніх держав: монголо-перської держави Хулагуїдів (XIII-XIV ст.), а потім узбецьких імперій Тимуридів (XIV-XVI ст.), Бухарського і Хівінського царства. У цей період вільні туркмени повернулися до родо-племінного устрою. Особливого розвитку досягло килимарство.
Остаточно туркменська народність сформувалася лише в XIV-XV ст. До того часу в оазах південного Туркменістану майже завершилося злиття осілих огузьких степових племен з осілим іраномовним населенням північного Хорасану.

### Пізньосередньовічний Туркменіністан

Прапор Бухарського емірату

На початку XVI ст. північні туркменські племена широко розселилися і займали все східне узбережжя Каспійського моря, півострів Мангишлак, Устюрт і Балхани, північно-західні окраїни Хорезмської оази, береги Сарикамишського озера і Узбою, а також пустелю Каракуми. Вони оволоділи землями і в оазах південного Туркменістану, де ще зберігалося іраномовне хліборобське населення. У цей період більшість туркменських племен вели напівкочовий спосіб життя, поєднуючи заняття хліборобством на орошуваних землях зі скотарством. Скотарі, так само як і землероби, зазвичай були у кожному роді. Нерідко одна частина родини кочувала з худобою, а інша жила осіло, обробляючи землю і оберігаючи посіви. Хліборобством найчастіше займалися бідніші члени роду. Заможні родичі — володарі великих стад худоби — доручали їм за частку врожаю обробку своїх полів. Поділ туркмен на скотарів і землеробів зберігся і в ХХ ст.
У пізньому середньовіччі туркменські племена були розподілені між трьома феодальними державами — Іраном, Хівою і Бухарою. Суспільний лад туркмен у XVI-XIX ст. історики визначають як патріархально-феодальний з елементами патріархального рабства. Роль військово-феодальної знаті з часом посилювалася. Феодальні відносини найбільше були розвинуті серед осілих хліборобських племен (дар'яликські туркмени, язири прикопетдагської смуги). Однак туркмени майже не мали міст, розвинутого ремесла і в економічному відношенні відставали від своїх сусідів — корінних жителів Ірану, Бухари і Хіви. Це було головною причиною їх політичної роздробленості.
У XVI ст. їхня територія була об'єктом жорстоких війн між бухарськими і хівінськими ханами, а південь Туркменістану захопив сефевидський Іран.
У цей період зменшується стік води по Дар'ялику і починає поступово висихати Сарикамиське озеро, по берегах якого жили туркменські племена. Ця обставина змусила їх поступово переміститися на південь, у приатрекські степи і прикопетдагські райони, а звідти — на південний схід у долини Мургабу та Амудар'ї. З початку XVII ст. на кочовища північних туркмен і місто Хорезм вчиняють зухвалі набіги калмики, які прийшли зі сходу у пошуках вільних земель. У цей час зміцнюються не тільки економічні, а й політичні зв'язки туркмен з Російською державою. Наприкінці XVII ст. деякі туркменські племена, змучені набігами калмиків і загонів хівінського хана, перейшли у російське підданство і переселилися на Північний Кавказ.
У 1740 більша частина території Туркменістану опинилася в руках іранського шаха Надира. Частина туркмен, які не підкорилися, пішли на Мангишлак, у прикаспійські степи і в Хорезм. Надир-шах, зустрічаючи завзятий опір туркмен, жорстоко розправлявся з ними. Його проводирі знищували і забирали у рабство жителів, викрадали худобу, грабували майно. Однак боротьба не припинялася. У 1747 р. Надир-шах був убитий, і його держава швидко розпалася. Туркменські племена, які тимчасово пішли на північ, повернулися у південний Туркменістан.

## XIX ст.

Закаспійська область в 1900 р.

У XIX ст. тривали нескінченні війни і грабіжницькі походи феодальних володарів Хіви, Бухари та Ірану на територію Туркменістану. Не припинялися також міжусобиці між туркменськими феодалами. Все це перешкоджало суспільно-політичному, економічному і культурному розвитку туркмен, що прирікало їх на крайню відсталість.
Напередодні входження до складу Російської імперії туркмени займали всю сучасну територію Туркменістану, а також деякі райони сучасних Ірану й Афганістану. Частина їх жила на Устюрті і Мангишлаку, де окрім них кочували казахи. Як і в пізньому середньовіччі, туркмени поділялися на безліч племен, всередині яких існувала багатосходинкова система поділу. Найбільшими племенами були теке (текінці), йомут (йомути), ерсарі, сарики, салири, гоклени, човдури та інші. Племені і родові зв'язки відігравали велику роль і використовувалися родовими вождями для експлуатації сородичів.
Тривалий час зберігалося безліч архаїчних соціальних інститутів, що вживалися з феодалізмом. Так, майже до 80-x років XIX ст. існувало патріархальне рабство. Всі туркмени поділялися на «чистокровних», рабів і рабинь, які у родині звичайно були наложницями. У суспільстві також був значний прошарок нащадків від змішаних шлюбів вільних з рабинями. Окрім цих основних категорій, існували ще прибульці з інших племен і нащадки вже підкореного і ще не повністю асимільованого іраномовного населення. Всі ці соціальні категорії, окрім «чистокровних», не вважалися повноцінними членами суспільства.

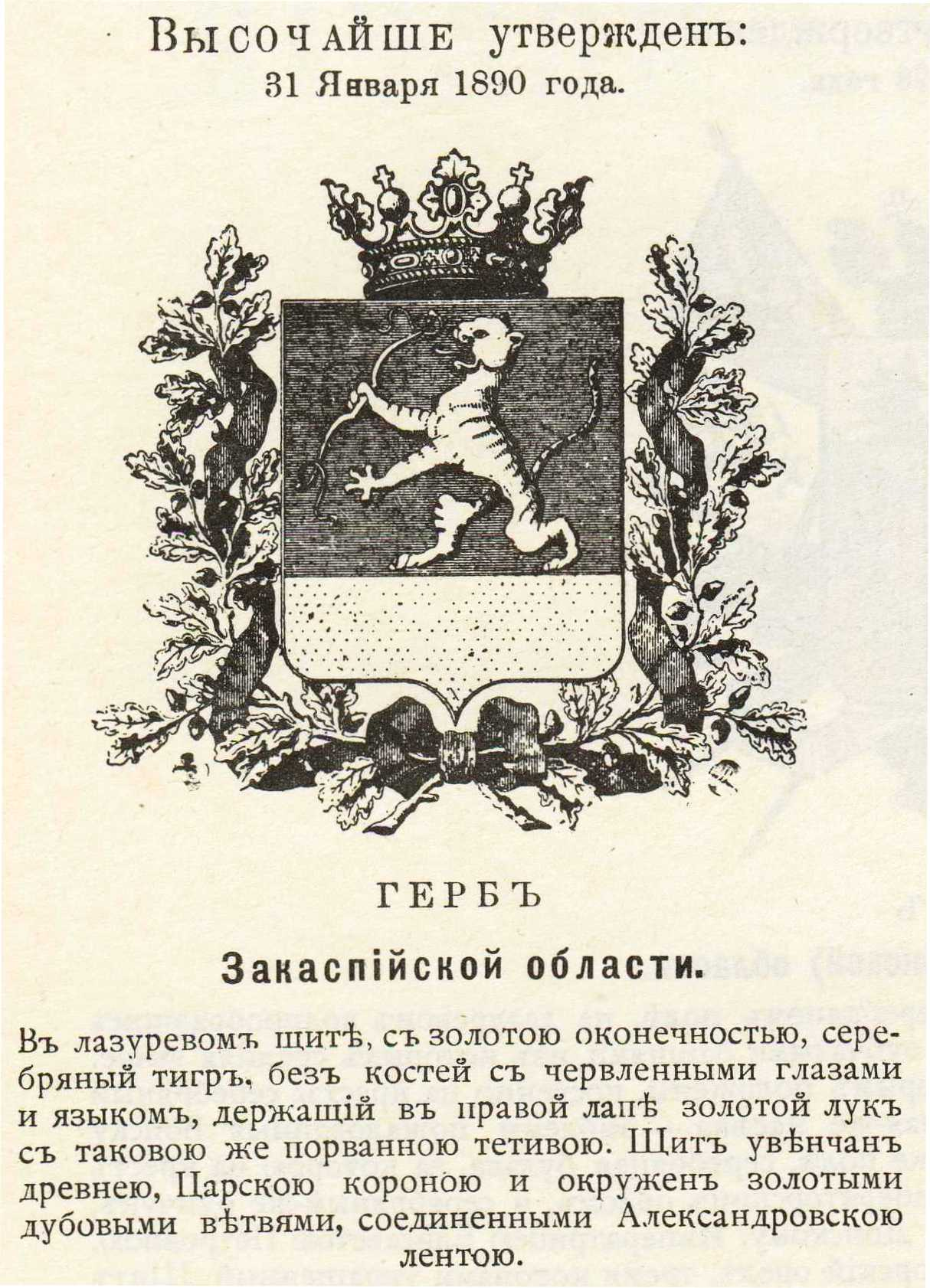
Герб області з офіційним описом (1890)

У 60-70-х роках XIX ст. до складу Росії увійшли Бухарський емірат, a після цього Хівінське ханство. У 1869-1885 рр. до складу Росії увійшла територія південного Туркменістану, що утворила Закаспійську область. З 1898 р. ця область стала частиною Туркестанського краю.
Після приєднання до Росії Туркменістан почав втягуватися в економічну систему російського капіталізму, яку, незважаючи на встановлену царською адміністрацією систему управління цією окраїною, можна все ж назвати прогресивною порівняно з архаїчним суспільно-економічним устроєм туркменських племен.
Соціальні відносини, родинно-шлюбні стосунки, правила поведінки у суспільстві, які протягом багатьох століть визначалися нормами звичайного права (адат), у нових соціально-економічних умовах опинилися під сильнішим впливом духівництва і все більше почали витіснятися нормами шаріату. Общинна земельна власність, яка раніше захищалася адатом, витісняла приватну власність. Родові старійшини і хани, які захоплювали общинні землі, ставали також фактичними розпорядниками води, що зрошувала ці землі.
У 1880-1885 рр. по території Туркменістану була проведена Закаспійська залізниця, що започаткувало проникнення капіталу в Середню Азію. У Закаспійській області виникли міста (Красноводськ, Ашгабат, інші) з прибулим російським і вірменським населенням, з'явилися промислові підприємства. Таким чином, перед Жовтневою революцією 1917 року у суспільному ладі туркмен, який залишався в основному патріархально-феодальним, з'явилися елементи капіталізму, особливо у південних (Ашгабатському, Мервському) районах.

## XX століття

Герб Туркменської РСР — Девіз «Пролетарії всіх країн, єднайтесь!» на двох офіційних мовах ТРСР — туркменській і російській

Після Жовтневого перевороту у Петрограді та вдалого збройного повстання у Ташкенті (листопад 1917 р.) радянська влада офіційно була проголошена у Закаспійській області 2 (15) грудня 1917 р. на IV з'їзді Рад Закаспійської області. Після цього влада почала переходити до рук Рад в інших містах, селищах, аулах Туркменістану. У цей же час у січні 1918 р. владу у Хіві захопив Джунаїд-хан.
У той же час на владу в усьому російському Туркестані претендував небільшовицький уряд Туркестанської автономії. Прибулі з Росії більшовицькі війська розбили автономію, після чого 30 квітня 1918 р. на V з'їзді Рад Туркестанського краю, що відбувся у Ташкенті, була утворена Туркестанська Автономна Радянська Соціалістична Республіка (у складі РРФСР). До неї увійшла основна частина території Туркменістану (Закаспійська область, перейменована у серпні 1921 р. у Туркменську область).
У липні 1918 р. у Закаспійській області за підтримки англійців владу захопили есери та туркменські націоналісти, утворивши Закаспійський тимчасовий уряд. У Закаспій вступили англійські війська. Громадянська війна та іноземна інтервенція тривали близько 1,5 року. У липні 1919 р. Червона Армія зайняла Ашгабат, а в лютому 1920 р. — Красноводськ; англійські війська були вигнані з Туркестану.
У листопаді 1919 р. Червона армія завоювала Хіву, у вересні 1920 р. — Бухару, і на цій території були утворені Хорезмська і Бухарська народні радянські республіки. Частину їх населення становили туркмени. Згодом ці республіки були перетворені в соціалістичні.
У результаті національно-державного розмежування Середньої Азії з окремих територій, населених туркменами, 27 жовтня 1924 р. була утворена Туркменська Радянська Соціалістична Республіка. У лютому 1925 р. (водночас з I з'їздом Комуністичної партії Туркменістану) відбувся I Всетуркменський з'їзд Рад, що ухвалив Декларацію про утворення Туркменської РСР і постанову про добровільне її входження до складу СРСР. Вперше була створена єдина туркменська національна держава, що стало найважливішим чинником формування туркменської нації.
У 1929-1930 рр. і особливо в 1931 р. у період індустріалізації і колективізації сільського господарства в Туркменістані, особливо у районах, що займалися тваринництвом і де найбільшою мірою збереглися докапіталістичні суспільні відносини, активізувалися загони басмачів, які підтримувалися з-за кордону. Тим не менше, Червоній Армії вдалося порівняно швидко ліквідувати басмацтво.
На початку Німецько-радянської війни була створена 87-а окрема туркменська бригада, яка пізніше стала основою 76-ї стрілецької дивізії. Під час війни 19 тис. воїнів Туркменістану були нагороджені орденами і медалями, 51 воїн-туркмен був удостоєний звання Героя Радянського Союзу.
До труднощів післявоєнних років додалося страшне лихо 1948 р. — руйнівний Ашгабатський землетрус. Тим не менше, за післявоєнний період вдалося (багато у чому завдяки росіянам і українцям, які приїхали в Туркменістан зі спустошених під час війни регіонів СРСР) успішно відновити і модернізувати народне господарство республіки: створити нафтогазовий комплекс, побудувати Каракумський канал.

## Незалежний Туркменістан

### Епоха Туркменбаші
Після розвалу СРСР Туркменістан здобув незалежність, а в країні встановився авторитарний режим Сапармурата Ніязова (колишнього першого секретаря компартії країни), який отримав 22 жовтня 1993 року офіційний титул Туркменбаші.
В 1994 - 1995 роках в країні розглядалося питання про перетворення займаної Сапармуратом Ніязовим «Туркменбаші» вищої посади президент в шаха і проголошення Туркменістану шахством. З назви держави «Республіка Туркменістан» було виключено слово Республіка, і офіційною назвою країни стало «Туркменістан». Однак на нараді старійшин, що пройшла у 1994 році в Балканському велаяті, ця ідея не була одностайно підтримана старійшинами, які представляли кілька кланів Туркменії. У зв'язку з цим, а також в більшій мірі з огляду на висловлене в ході негласних консультацій негативне ставлення до цієї ідеї керівників сусідніх Ірану, Узбекистана, Росії і враховуючи напружені відносини Ніязова з можливим спадкоємцем сином Мурадом, Ніязова шахом оголошено не було. Пізніше, в грудні 1999 року, Сапармурат Ніязов був оголошений довічним президентом.
Культ особи Туркменбаші включав зведення пам'ятників і мечеті Туркменбаші Рухи, перейменування вулиць, а також гірських вершин і навіть цілого міста (Красноводськ став Туркменбаші). Опозиція і вільний інтернет були заборонені, введена цензура, «залізна завіса» і стеження за громадянами та іноземцями, а замість радянської ідеології населенню на всіх рівнях в обов'язковому порядку нав'язувалася помірно-націоналістична ідеологія «священної» книги Туркменбаші Рухнама («Філософсько-історичне дослідження духовності туркменського народу» з викладом наказів і звітів справжнім і прийдешнім поколінням країни 2001 - 2004), наближеною за статусом до Корану. У політичній, суспільній, економічній та побутовій сферах життя населення було введено безліч нововведень аж до абсурдних. Разом з тим, завдяки експорту природного газу і деяким заходам соціальної підтримки, Туркменістану вдалося зберегти помірно високий рівень життя.

### Сучасність
Всупереч прогнозованого населенням і деякими аналітиками настання системної кризи в Туркменістані в разі раптової смерті Туркменбаші, після швидкої і несподіваної для туркменського народу смерті Ніязова 21 грудня 2006 зміна політичної влади пройшла зовні мирно, скільки-небудь очевидної кризи не сталося.
Однак, передбачене конституцією виконання обов'язків президента головою парламенту-Меджлісу (проти Овезгельди Атаєва, який займав цю посаду, було порушено кримінальну справу) не відбулося. Рішенням ради безпеки Туркменістану тимчасовим главою держави став віце-прем'єр, міністр охорони здоров'я Бердимухамедов Гурбангули Мялікгулійович, який потім був обраний другим президентом Туркменії на виборах 11 лютого 2007 року. У країні було скасовано більшість нововведень Туркменбаші і багато в чому скасований культ його особистості, авторитарний режим був деякою мірою лібералізований й проведені деякі реформи.
12 лютого 2012 рік відбулися четверті президентські вибори. Гурбангули Бердимухамедов обраний на другий термін, з результатом 96,70%. 21 серпня 2012 року створено друга партія - Партія промисловців і підприємців Туркменістану. До цього в країні існувала однопартійна система.